# РТС 2
РТС 2 (познат као Други програм РТС-а или само Други) српска је телевизијска станица која је саставни део Радио-телевизије Србије. Емитовање је почела 31. децембра 1971. године као прва телевизијска станица у Србији која се емитује у боји.

## Информативни програм
- Дозволите...
- Свет спорта
- Ово је Србија
- У свету
- Профил и профит
- Знање, имање

## Остале емисије
- Трезор
- Ви и Мира Адања Полак
- Велика илузија
- Културни центар
- Студио знања
- Час анатомије
- Живот и стандарди
- Арт зона
- Три боје звука
- Контекст 21
- Вреле гуме
- Књига утисака
- Свет здравља
- Грађанин
- Интерфејс
- Беокулт
- Недељом увече
- Играј фудбал, буди срећан
- Потрошачки саветник
- Јелен топ 10
- Датум

## Специјални преноси на РТС 2 у 2010. години
Спортски преноси:
- Турнеја четири скакаонице
- Премијер лига (сезона 2009/2010, права на пренос за сезону 2010/11 откупила је ТВ Спорт Клуб)
- Отворено првенство Аустралије у тенису
- Зимске олимпијске игре 2010.
- Суперлига Србије у фудбалу
- Ролан Гарос
- Отворено првенство Србије у тенису /Serbia Open/
- Фајнал-фор Евролиге у кошарци (заједно са РТС 1)
- Светско првенство у фудбалу 2010. (заједно са РТС 1)
- Трка око Француске (Тур де Франс) 2010. (прегледи, снимци и преноси)
- Светска лига у одбојци (заједно са РТС 1)
- Европска лига у одбојци за жене
- Европско првенство у ватерполу
- Светско првенство у кошарци 2010. (заједно са РТС 1)

Музички преноси:
- Бечки новогодишњи концерт

## Домаће серије које се приказују
Коцка, коцка, коцкица радним данима у 07.00

## Стране серије које се приказују
- Нестали - суботом и недељом у 22:00
- Даунтонска опатија - среда, четвртак, петак у 21:00

## Дечје емисије које су се приказивале
- Тајне обичних ствари
- Бунга банга ре
- Суперхероји са оштра снова